# 纯化经文
纯化经文 （阿拉伯语：‎）是指古兰经第33章第33节经文关于圣裔的纯洁状态。
你们当安居于你们的家中，你们不要像以前蒙昧时代的妇女一样炫示你们的漂亮。你们当谨守拜功，完纳天课，服从安拉及其使者。先知的家属啊！安拉只欲除你们的污秽，使你们（从邪恶）纯洁。 
在什叶派伊斯兰教中，圣裔仅限于穆罕默德、他的女儿法蒂玛、她的丈夫阿里以及他们的两个儿子哈桑和侯赛因。但逊尼派伊斯兰教包括他的妻子们（例如阿伊莎等）、他的同伴们甚至其他穆斯林学者。